# 響木アオ
響木 アオ（ひびき アオ）は、日本のバーチャルYouTuber。株式会社ハローのYouTuberプロダクションであるハロクリに所属。
本項ではサポートチームであるコアパンについても記述する。

## 来歴
2018年
- 2月14日、YouTubeでデビューを果たした。
- 7月20日、キズナアイ・織田信姫らが所属するupd8に加入。
- 8月23日、渋谷スクランブル交差点の大型ビジョンにてエイベックスよりアイドルと作詞・作曲家としてデビューをすることを発表した。ライブ運営費の支援をクラウドファンディングにて募集したところ、最終的には403名の支援者から目標額の500万円の125％である628万9885円を調達した。

2021年
- 1月1日、upd8のプロジェクト終了に伴い、再びハロクリのみの所属となる。
- 2月19日、「カナガワ リ・古典プロジェクトin鎌倉」の公式ナビゲーターに就任。

## キャラクター
世界征服を企むアイドル。目の色は茶色、髪は黒のセミロング。服装はピンクのリボンと服を身に着けたものと、耳が垂れ下がったウサギの頭部を模した帽子を被り赤い制服を着たものの2つがある。

## 出演
太字はレギュラー。

### テレビ番組
- ＃そのつぶやき、くわしく教えてくれませんか?（2018年8月20日・8月27日[6]、テレビ東京）
- のばん組（2019年2月22日、BS日テレ）

#### テレビドラマ
- 四月一日さん家の（2019年 - [7]、四月一日三樹） - 2シリーズ

### ラジオ番組
- 響木アオを応援するラジオ（2018年7月7日[8][9]、ラジオ関西・アニたまどっとコム）

### イベント
- DIVE XR FESTIVAL（2019年9月23日[10]、幕張メッセ）

### ゲーム
- ブイブイブイテューヌ（2020年[11]、響木アオ〈本人役〉）

## ディスコグラフィ

### 配信限定シングル
| #    | 発売日        | タイトル                                          |
| ---- | ------------- | ------------------------------------------------- |
| 1st  | 2018年8月18日 | ひらりフワリ                                      |
| 2nd  | 2018年8月18日 | はらぺこパレード                                  |
| 3rd  | 2018年8月18日 | 電子のシンフォニー                                |
| 4th  | 2018年9月26日 | ChuChuChu♡ダーリン                                |
| 5th  | 2019年2月13日 | melt warp                                         |
| 6th  | 2019年3月7日  | 七色の風 (feat. たこやきレインボー)               |
| 7th  | 2019年3月13日 | ヒビキズム                                        |
| 8th  | 2019年4月11日 | DA!DA!DA!大根                                     |
| 9th  | 2019年6月5日  | ユメスクリーム                                    |
| 10th | 2019年7月7日  | 流れ星ぐるぐるり                                  |
| 11th | 2019年7月17日 | マグロ漁船青空丸                                  |
| 12th | 2019年7月24日 | 物販の歌                                          |
| 13th | 2019年8月8日  | 響木大明神のテーマ                                |
| 14th | 2019年9月12日 | おとなにならないおんなのこうさぎ (feat. 大森靖子) |

### 未収録シングル
- スタートの合図
- スパチャの歌
- 0と1と3
- 遅刻
- マイアミ
- またね
- まほうの鏡号
- 青空ステージ（デモver）（響木アオ、ときのそら）
- アオの青汁
- クラファンの歌

### ミニアルバム
| #   | 発売日        | タイトル     | 販売形態               |
| --- | ------------- | ------------ | ---------------------- |
| 1st | 2021年3月14日 | Re:HaRMoNIZE | デジタル・ダウンロード |

### 参加作品
| 発売日        | 商品名                     | 歌                     | 楽曲                                      | 備考 |
| ------------- | -------------------------- | ---------------------- | ----------------------------------------- | ---- |
| 2020年6月24日 | 四月一日さん家で歌ってみた | ジ・エイプリルフールズ | 「V・V・斬り込みます！」 「花が咲いたら」 |      |
| 2020年6月24日 | 四月一日さん家で歌ってみた | 四月一日三樹(響木アオ) | 「恋のKPI」                               |      |

## タイアップ
- 大正製薬 ヘルスマネージ乳酸菌青汁（2019年）[12]
- VTuber図鑑 upd8ver. - オーダーメイドはんこ（2020年）[13]

## コアパン
コアパン（黒糖あげパン）は、響木アオのサポートチーム。動画内では全員レッサーパンダの姿で出演している。